# Paratriathlon

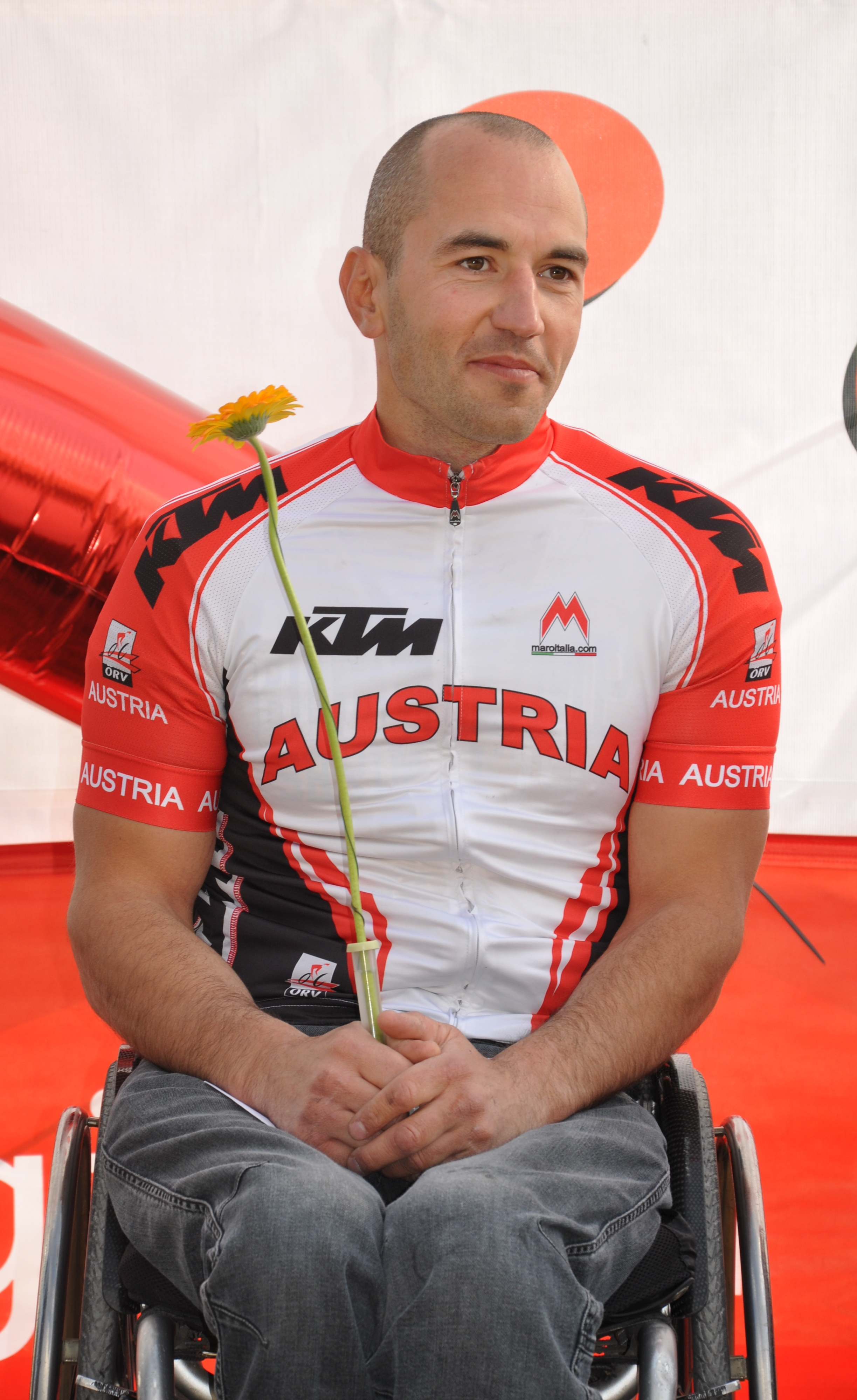
Thomas Frühwirth – världsrekordhållare i paratriathlon med tiden 7 timmar 48 minuter (3,8 km simning, 180 km cykling och 42,195 km löpning).

Paratriathlon  är en variant av triathlon för atleter med funktionsnedsättning. Sporten är sankionerad av Internationella Triathlonförbundet (ITU). Sporten ingår i paralympiska spelen och debuterade 2016 i Rio de Janeiro. VM och EM hålls under ordinarie triathlon tävlingar.
Paratriathleter tävlar på sprintdistans 750 meter simning, 20 km cykling (hand- eller tandemcykel) och 5 km löpning (rullstol) i sex olika klasser.